# Maryland Cycling Classic 2022
La Maryland Cycling Classic 2022, prima edizione della corsa, valida come prova di classe 1.Pro dell'UCI ProSeries 2022, si svolse il 4 settembre 2022 su un percorso di 194 km, con partenza dalla sede della Human Powered Health, a Sparks, e arrivo a Baltimora, in Maryland, negli Stati Uniti. La vittoria fu appannaggio del belga Sep Vanmarcke, il quale completò il percorso in 4h34'45", alla media di 43,112 km/h, precedendo il canadese Nickolas Zukowsky e l'americano Neilson Powless.

## Squadre e corridori partecipanti
| N.    | Cod. | Squadra                     |
| ----- | ---- | --------------------------- |
| 1-7   | TFS  | Trek-Segafredo              |
| 11-17 | BEX  | Team BikeExchange-Jayco     |
| 21-27 | IPT  | Israel-Premier Tech         |
| 31-37 | EFE  | EF Education-EasyPost       |
| 41-47 | HPM  | Human Powered Health        |
| 51-57 | TNN  | Team Novo Nordisk           |
| 61-67 | PRO  | ProTouch                    |
| 71-77 | PCV  | Panamá Es Cultura y Valores |

| N.      | Cod. | Squadra               |
| ------- | ---- | --------------------- |
| 81-87   | MED  | Team Medellín-EPM     |
| 91-97   | COR  | Team Corratec         |
| 101-107 | HBA  | Hagens Berman Axeon   |
| 111-117 | TOR  | Toronto Hustle        |
| 121-127 | LLA  | L39ION of Los Angeles |
| 131-137 | EVO  | EvoPro Racing         |
| 141-147 | TSL  | Team Skyline          |
| 151-157 | USA  | Stati Uniti           |

## Ordine d'arrivo (Top 10)
| Pos. | Corridore           | Squadra      | Tempo    |
| ---- | ------------------- | ------------ | -------- |
| 1    | Sep Vanmarcke       | Israel       | 4h22'39" |
| 2    | Nickolas Zukowsky   | Human        | s.t.     |
| 3    | Neilson Powless     | EF           | s.t.     |
| 4    | Toms Skujiņš        | Trek         | a 1"     |
| 5    | Andrea Piccolo      | EF           | a 6"     |
| 6    | Magnus Cort Nielsen | EF           | a 1'06"  |
| 7    | Jenthe Biermans     | Israel       | s.t.     |
| 8    | Quinn Simmons       | Trek         | a 1'11"  |
| 9    | Alexandre Balmer    | BikeExchange | s.t.     |
| 10   | Róbigzon Oyola      | Medellin     | s.t.     |